# Marconi Volley 2018-2019 (maschile)
Questa voce raccoglie le informazioni riguardanti la Marconi Volley nelle competizioni ufficiali della stagione 2018-2019.

## Stagione
L'annata 2018-2019 vede la Marconi, sponsorizzata da Monini, chiudere al secondo posto il girone bianco della regular season di Serie A2, alle spalle del solo Mondovì; nei successivi play-off la società spoletina supera ai quarti di finale la Materdomini di Castellana Grotte, prima di essere estromessa in semifinale per mano della You Energy di Piacenza.
Il percorso degli umbri nella Coppa Italia di A2 si ferma subito ai quarti di finale, dopo la sconfitta sul campo dell'Olimpia Bergamo.

## Organigramma societario
Area direttiva
- Presidente: Vincenza Mari
- Vicepresidente: Francesco Rizzi

Area organizzativa
- Segreteria generale: Francesco Rizzi
- Assistente squadra: Daniele Grechi
- Logistica palasport: Grechi Daniele

Area sportiva
- Direttore sportivo: Niccolò Lattanzi
- Team Manager: Cristian Vigilante
- Scout Man: Roberto Colato
- Responsabile settore giovanile: Paolo Restani

Area comunicazione
- Responsabile marketing e comunicazione: Camilla Luchetti
- Addetto stampa: Jacopo Brugalossi

Area tecnica
- Allenatore: Luca Monti (fino al 5 febbraio 2019), poi Francesco Tardioli (dal 6 febbraio 2019)
- Allenatore in seconda: Marco Lionetti
- Assistente: Damiano Di Titta
- Preparatore atletico: Alberto Castelli

Area sanitaria
- Medico: Silvio Corsetti

## Rosa
| N° | Nome                 | Ruolo | Data di nascita   | Nazionalità sportiva |
| -- | -------------------- | ----- | ----------------- | -------------------- |
| 1  | Matteo Zamagni       | C     | 4 agosto 1989     | Italia               |
| 2  | Nicolò Katalan       | C     | 15 ottobre 1998   | Italia               |
| 3  | Romolo Mariano       | S     | 18 dicembre 1991  | Italia               |
| 4  | Roberto Festi        | C     | 30 gennaio 1994   | Italia               |
| 5  | Mirco Cristofaletti  | S/O   | 5 settembre 1996  | Italia               |
| 6  | Francesco Zoppellari | P     | 27 maggio 1997    | Italia               |
| 7  | Williams Padura      | S/O   | 24 ottobre 1986   | Italia               |
| 9  | Mattia Rosso         | S     | 28 maggio 1985    | Italia               |
| 10 | Leonardo Di Renzo    | L     | 1º novembre 1993  | Italia               |
| 12 | Giuseppe Ottaviani   | S     | 12 dicembre 1991  | Italia               |
| 14 | Matteo Segoni        | S/O   | 12 gennaio 1993   | Italia               |
| 15 | Riccardo Costanzi    | P     | 14 settembre 1993 | Italia               |
| 17 | Jonas Aguenier       | C     | 28 aprile 1992    | Francia              |
| 18 | Marco Santucci       | L     | 30 novembre 1983  | Italia               |